# Microcosmus santoensis
Microcosmus santoensis is een zakpijpensoort uit de familie van de Pyuridae. De wetenschappelijke naam van de soort is voor het eerst geldig gepubliceerd in 2003 door Monniot & Monniot.